# Pasivní kouření

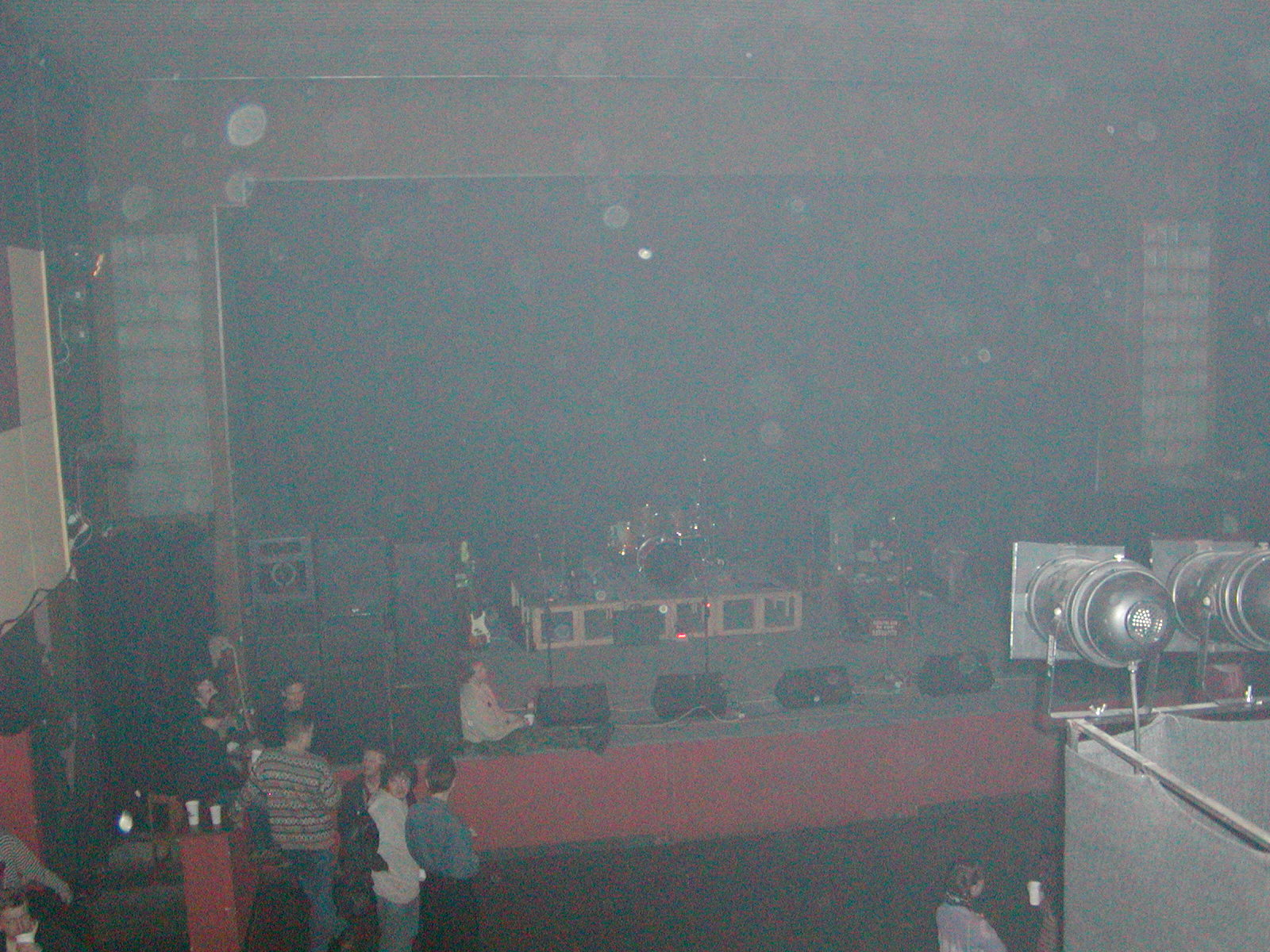
Důsledek kouření v podobě kouřového mraku během koncertu ZNC.

Pasivní kouření (známé také jako druhotné kouření, nedobrovolné kouření či vystavení tabákovému kouři – nebo ETS vystavení, anglicky secondhand smoke) nastává, když kouř jedné osoby kouřící tabákové výrobky (či kuřákovy zplodiny) je vdechován jinými. Současné vědecké důkazy ukazují, že pasivní vystavení tabákovému kouři způsobuje smrt, nemoci a (někdy i trvalá) chronická postižení vedoucí ke zdravotnímu postižení, mj. astma. Pasivní kouření způsobuje kontaminaci organismu olovem.
Pasivní kouření je jedním z klíčových problémů, které vede k zákazu kouření na pracovištích a veřejně přístupných vnitřních prostorách, včetně budování nekuřáckých restaurací.
Usazené zplodiny jsou však dlouhodobě zdrojem zdraví nebezpečných látek – jedná se o tzv. thirdhand smoke.